# Afromynoglenes parkeri
Afromynoglenes parkeri är en spindelart som beskrevs av Merrett och Anthony Russell-Smith 1996. Afromynoglenes parkeri ingår i släktet Afromynoglenes och familjen täckvävarspindlar.
Artens utbredningsområde är Etiopien. Inga underarter finns listade i Catalogue of Life.